# Maria Victoria Uribe Lasso
Victoria Uribe Lasso (Bilbao, País Vasco, España ,17 de noviembre de 1913 -  Caracas, el 10 de abril de 1990) fue la primera mujer abogada colegiada en el Ilustre Colegio de la Abogacía de Bizkaia, primera mujer Secretaria de la Comisión Asesora del Gobierno Vasco y primera mujer propuesta para un cargo institucional en el País Vasco. 

## Biografía
María Victoria Angelita Uribe Lasso nace en Bilbao el 17 de noviembre de 1913. Hija de Fernando Uribe Echevarría, de 32 años, jornalero, natural de Bilbao y de Ángeles Laso Sanz, de 19 años, de Basurto. Es en esa localidad bizkaina en la que conoce al que será su marido José Luis Basurco Arrieta y con quien tendrá 4 hijos. Cursa estudios universitarios en Valladolid y obtiene el año 1934 el título de licenciada en Derecho, expedido en 1935.
Con fecha 27 de diciembre de 1935, presenta una solicitud de incorporación al Colegio de Abogados de Bilbao (desde 2018 renombrado como Colegio de la Abogacía de Bizkaia - Bizkaiko Abokatuen Elkargo Ohoretsua), que en esos momentos carecía de estatutos particulares que autorizasen y protegiesen el derecho de las mujeres a ser colegiadas y por lo tanto, al ejercicio profesional, a diferencia, por ejemplo, del Colegio de Abogados de Madrid que introdujo esta posibilidad en sus estatutos en 1920.
Hasta ese momento, existía una prohibición expresa de acceso al ejercicio de la abogacía de las mujeres desde el Ordenamiento de Alcalá del año 1348. Se hizo entonces necesario que los Colegios de Abogados eliminaran esta prohibición aprobando nuevos estatutos particulares que eliminaran ese veto. Hubo dos maneras, finalmente por el que las mujeres pudieron acceder a la colegiación. Una, como hemos indicado, la de la elaboración de nuevos estatutos y otra, por la vía de los hechos. Esta última fue la que posibilitó la colegiación de Victoria Uribe Lasso. Su solicitud es admitida por la Junta de Gobierno del Colegio de Abogados de Bilbao en enero de 1936. Así pues, pasa a ser la primera mujer abogada en ejercicio de Bizkaia.
Mujer vinculada al Partido Nacionalista Vasco (EAJ/PNV), una vez comenzada la guerra civil, fue nombrada por el consejero de Justicia y Cultura, Jesús María de Leizaola, Secretaria de la Comisión Jurídica Asesora del Gobierno Vasco presidida por el Lendakari José Antonio Aguirre, comisión en la que es la única mujer y se convierte, también, en la primera mujer designada para ocupar un alto cargo en la administración pública.
Mantendrá su cargo hasta la caída de Bilbao en manos de las tropas franquistas en 1937. Se vio entonces obligada a abandonar Bilbao para ocupar plaza de secretario judicial con carácter interino en el Juzgado de Primera Instancia de Requena (Valencia) nombrada por el ministro de Justicia Manuel de Irujo Ollo, en virtud de Orden ministerial del ramo de fecha 28 de agosto de 1937. Muy posiblemente de las primeras mujeres que ejercen de secretarias judiciales.
Ese mismo año se elabora un informe por la Junta de Gobierno del Colegio de Abogados sobre las conductas contrarias al Movimiento Nacional. En ese informe aparece descrita “Del partido Nacionalista. Ha desempeñado el cargo de Secretario de la Comisión Jurídica Asesora”. Es expulsada del Colegio de Abogados de Bilbao en septiembre de 1937 por desafecta al régimen. Será reincorporada en 1945, hasta que en 1949 y a petición propia pasa a ser considerada como abogada sin ejercicio. Será dada de baja en el Colegio de Abogados de Bilbao en fecha 15 de diciembre de 1954, por motivo de no satisfacer las cuotas colegiales igual que otros 30 abogados en situación de descubierto
En 1947 se celebra en Lima de la “II Conferencia Internacional de Abogadas” que requiere su presencia como experta. Como se relata en el libro “La Historia del Ilustre Colegio de Abogados del Señorío de Vizcaya”: “La Presidenta de la Conferencia escribió una carta al Decano de Abogados de Bilbao para que este nombrara representante suyo en dicha conferencia a Mª Victoria Uribe, la primera colegiada, que había sido expulsada del Colegio en 1937 por su militancia nacionalista. En esta comunicación, Uribe era descrita como “destacada jurista española y ardiente luchadora por la causa de la mujer y el niño". Sin embargo, la Junta de Gobierno acordó contestar negativamente a esta propuesta, ya que, por un lado, la conferencia era una derivación de la Federación Internacional de Abogadas, a la que se adherían abogadas individuales y no representantes de colegios”.
En 1951 el marido de Victoria Uribe, dada la difícil situación económica decide emigrar a Venezuela, después de diversas vicisitudes, ella lo hará en 1956. En Caracas, entra a trabajar en la secretaría del Banco Unión sin revalidar el título académico obtenido en España, donde permanecerá hasta su jubilación en 1977.
En sesión de fecha 14 de febrero de 1979 celebrada por la Junta de Gobierno del Colegio de Abogados ya denominado de Vizcaya, se adoptó por unanimidad, el acuerdo de dejar sin efecto alguno el de fecha 29 de septiembre de 1937, en el cual se adoptaría la expulsión de Victoria Ángela Uribe Lasso, entre otros 34 abogados más, “por motivos estrictamente políticos”. María Victoria Uribe Lasso falleció, en Caracas, el 10 de abril de 1990.

## Premios y reconocimientos
- En 2002 se le pone su nombre a una calle en Bilbao.[11]